# Brompinacolon
Brompinacolon (Brompinakolon) ist eine organische Verbindung, konkret ein Keton und ein Alkylbromid. Es ist ein Derivat des Pinacolons.

## Herstellung
Brompinacolon kann ausgehend von Pinacol oder Pinacolon hergestellt werden. In ersterem Fall muss das Pinacol zunächst durch Pinacol-Umlagerung mit Schwefelsäure in Pinacolon umgewandelt werden. Die Bromierung von Pinacolon ist mit Aluminiumamalgam und elementarem Brom möglich.

## Eigenschaften und Reaktionen
Brompinacolon ist eine farblose Flüssigkeit, die sich mit der Zeit unter Gelbfärbung zersetzt. Da es sich beim Erhitzen schneller zersetzt, kann es nur bei vermindertem Druck destilliert werden. Die Verbindung wirkt stark tränenreizend. Brompinacolon ist ein Inhibitor der Acetylcholinesterase. Die Inhibierung ist zunächst reversibel, nach einiger Zeit jedoch irreversibel, da die Verbindung kovalent an das aktive Zentrum bindet. Es bildet Addukte mit Bortrifluorid, Bortrichlorid und Bortribromid. Brompinacolon ist ein elektrophiles Alkylierungsmittel, das beispielsweise zur Funktionalisierung von Calixarenen verwendet wurde. Mit Pyridin bildet es eine Pyridiniumverbindung, die sich als Indikator für Basen eignet. Dies funktioniert durch Deprotonierung der Pyridiniumverbindung unter Bildung eines gelb gefärbten Stickstoff-Ylids.